# Partido Encuentro Social
Die Partido Encuentro Social (spanisch; kurz PES) war eine 2006 gegründete politische Partei in Mexiko, die dem christlichen, sozialkonservativen Spektrum zuzuordnen war. Aus formalen Gründen verlor die Partei 2018 ihre Zulassung und wurde durch die neugegründete Partido Encuentro Solidario (PES) ersetzt. Parteivorsitzender ist Hugo Eric Flores Cervantes, ein Pastor der evangelikalen Neocharismatischen Bewegung.

## Geschichte
Die 2006 durch Hugo Eric Flores Cervantes gegründete Partei trat mit Andrés Manuel López Obrador und der Koalition „Zusammen schreiben wir Geschichte“ (Juntos Haremos Historia), einer Koalition mit MORENA und Partido del Trabajo (PT), zu den Bundeswahlen in Mexiko 2018 an. Die Präsidentschaftswahlen 2018 in Mexiko führten zu einem politischen Umbruch. Der Kandidat der MORENA-geführten Koalition López Obrador gewann die Wahlen mit 53,2 % der Stimmen. Mit der Wahl ging auch eine seit fast hundert Jahren andauernde Dominanz der beiden bisher größten Parteien, der Partido Revolucionario Institucional (PRI) und der Partido Acción Nacional (PAN), zu Ende. Die Wahlallianz gewann 53 Sitze im Senat, 40 davon für MORENA, 8 für die PES und 5 für die PT. Im Abgeordnetenhaus waren es 210 Sitze, davon 97 für MORENA, 57 für die PT und 56 für die PES.
Aus formalen Gründen verlor die Partei bei der Wahl 2018 ihre Zulassung und wurde nach einem verlorenen Rechtsstreit durch die neu gegründete Partido Encuentro Solidario (PES) ersetzt. Parteivorsitzender wurde wiederum Hugo Eric Flores Cervantes.